# Visions (Barker)
Visions (Books of Blood - Volume Five) è un'antologia di racconti di Clive Barker, pubblicata nel 1985, quinto dei sei volumi della serie Books of Blood. La prima edizione italiana è stata pubblicata con l'ingannevole titolo Libro di sangue 2.

## Racconti contenuti
- Il Proibito (The Forbidden): Un macabro massacratore dal nome dolcissimo
- La Madonna (The Madonna): Sensuali fanciulle dai corpi lucenti che abitano in una piscina e mutano continuamente aspetto
- I Figli di Babele (Babel's Children): Una comunità di vecchi pazzi che tiene in pugno il mondo
- Nella Carne (In The Flesh): Apparizioni spettrali che aprono la via d'accesso a un'orribile città dei morti

## Trasposizioni cinematografiche
- Dal racconto Il Proibito (The Forbidden) è stato tratto nel 1992 il film Candyman - Terrore dietro lo specchio.[1]

## Gli altri Libri di Sangue
- Infernalia (Books of Blood - Volume One)
- Ectoplasm (Books of Blood - Volume Two)
- Sudario (Books of Blood - Volume Three)
- Creature (Books of Blood - Volume Four)
- Monsters (Books of Blood - Volume Six)

## Edizioni
- Clive Barker, Libro di sangue 2, traduzione di Piero Spinelli, I romanzi Sonzogno, Sonzogno, 1994,  p. 227, ISBN 88-454-0711-X.
- Clive Barker, Libro di sangue 2, traduzione di Piero Spinelli, Bompiani, 1998,  p. 227, ISBN 88-452-3559-9.
- Clive Barker, Visions, traduzione di Piero Spinelli, Sonzogno Best Seller, 2002,  p. 227, ISBN 88-454-2216-X.